# JDMA (NPO法人)
NGO JDMA（ジェイディマ）は、東京都大田区に事務所をおくNGO団体である。
救急救命士が多く在籍し、国内外の一般市民や医療従事者に対して、救急医療、災害医療、医療安全および防災に関する技術的支援、教育支援、普及活動をおこない、人命を損なう事故の未然防止、救命意識の向上に努めることを目的とする。

## 事業内容
国内外の災害が多発している地域・国々の市民組織と連携し、災害発生時にリアルタイムで災害情報の共有を可能にし、実際に緊急援助を行う組織への教育支援および国際緊急支援のサポートを行う。
ブリティシュコロンビア司法大学（JIBC）の日本事務局として活動。理論と現場科学の融合研修、座学中心からプラクティカル中心で実際にそのグローバルな環境の中で学ぶ機会を提供している。
国際資格ICSの受講・資格取得支援。
ICSとは、世界で最も運用されている緊急事態対応システムである。 自然災害、人為的災害、技術災害やイベント、最近の新型コロナ感染対策などあらゆるハザードに対応可能な手法。 世界中の有事対応も手に取るようにわかり、日本の対応技術のスキルアップにも効果的である。受講終了者はJIBC認定の学生として登録される。
イベント開催時等の救護。
新型コロナウィルス感染症をはじめとする感染症や災害発生時の救急医療、搬送を提供。
感染症予防対策指導、資格取得支援。